# 남양주 수종사 팔각오층석탑 출토유물 일괄
남양주 수종사 팔각오층석탑 출토유물 일괄(南楊州 水鍾寺 八角五層石塔 出土遺物 一括)은 경기도 남양주시 수종사 팔각오층석탑에서 출토된 유물들이다. 해당 유물은 불감(佛龕) 1기와 불상 및 보살상 18구이다. 대한민국의 보물 제1788호로 지정되어 있다.

## 지정 사유
'남양주 수종사 팔각오층석탑 출토유물 일괄'은 조성 발원문과 불상 대좌 밑면에 새겨진 명문을 통하여 조선시대 15세기 후반과 조선시대 1628년 경에 각각 조성되었을 것으로 추정된다. 불감은 많이 부서지긴 하였지만, 조선시대 초기의 불감 형태를 이해하는 데 도움을 줄 뿐만 아니라, 불감 안팎에 표현된 도상들을 통하여 당시 불교 도상 연구에 기준작이 된다고 할 수 있다. 즉 불감 내부 정면에 표현된 삼신불의 도상, 가늘고 긴 조선시대 초기탑의 조형, 불감 외부 양 옆면의 관음보살상과 지장보살상의 그림, 뒷면의 불설법도 등은 조선시대 전기에 유행했던 도상들과 연관된다. 함께 발견된 조성 발원문은 이들 일괄품이 조선시대 왕실과 밀접하게 관련된다는 것을 알려 주고 있는 데, 특히 금동비로자나불 좌상의 대좌 바닥에 새겨진 명문을 통하여 이 불상의 발원자가 정의대왕대비(貞懿大王大妃)라는 것을 알 수 있다. 또한 명문에 기록된 화원 성인(性仁)은 17 세기 초에 활동했던 조각가로서 서울 지장암 비로자나불상을 만든 사람과 동일한 인물일 가능성이 있어서 주목된다.
15세기 불상으로 보이는 일련의 상들은 고려 후기 불상의 전통을 계승하고 있는 듯하며, 17세기 불상으로 편년되는 웅크린 자세의 무거운 존상들은 비례가 맞지 않아 약간은 해학적인 면도 없지 않으나 시대상을 반영하였다는 점에서 주목된다. 수종사 불감 및 불상 일괄은 수종사 탑에 납입될 조선시대의 상황과 발견 당시의 정황을 알 수 없고, 함께 봉납되었던 것으로 추정되는 불상들이 여러 곳에 흩어져 있는 상태이지만, 조선시대 초기의 왕실 불교 미술을 대표하고, 발원문과 명문도 수반하고 있다는 점에서 국가지정 문화재로서의 가치가 충분하다.

## 사진

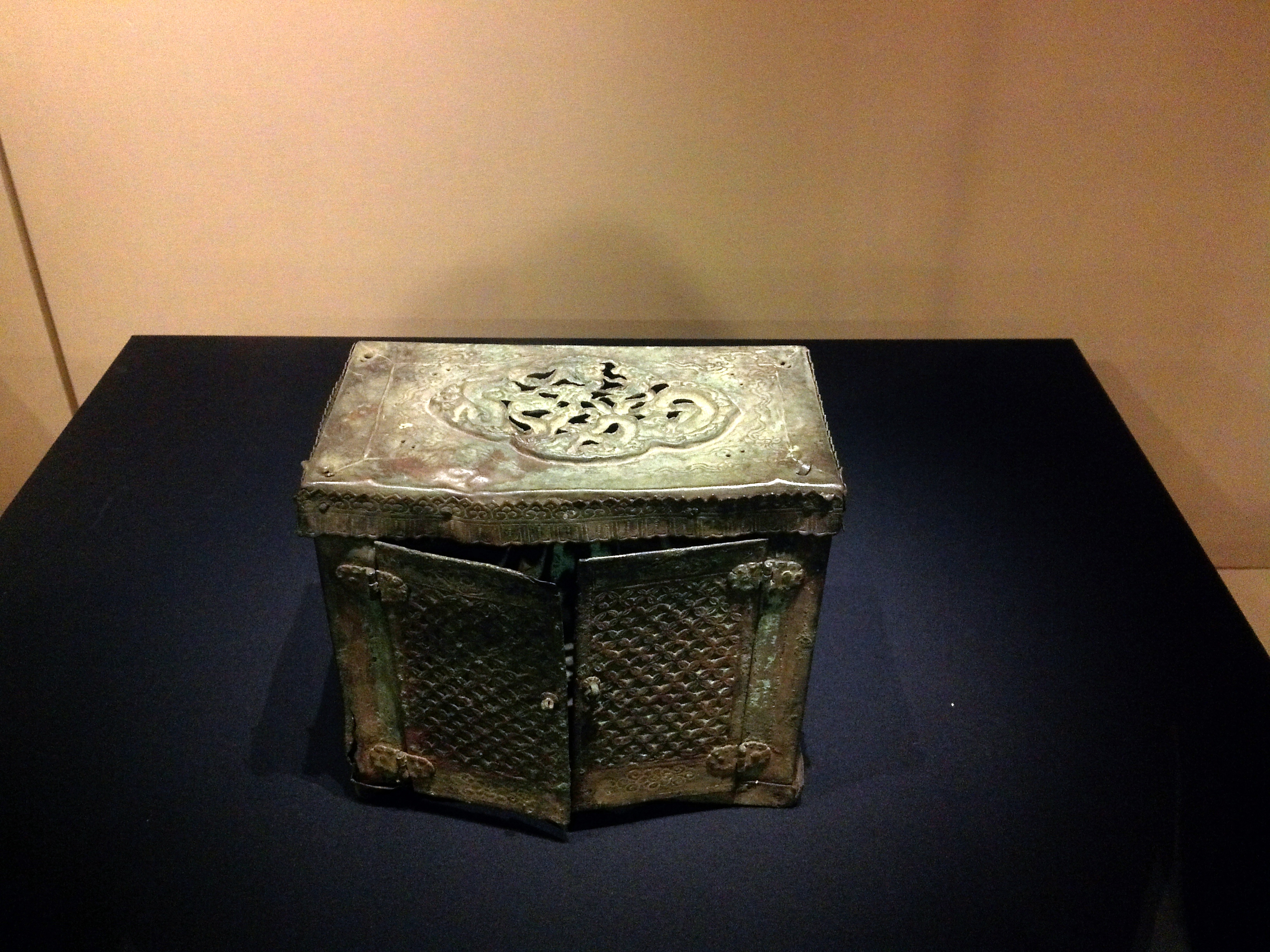
불감
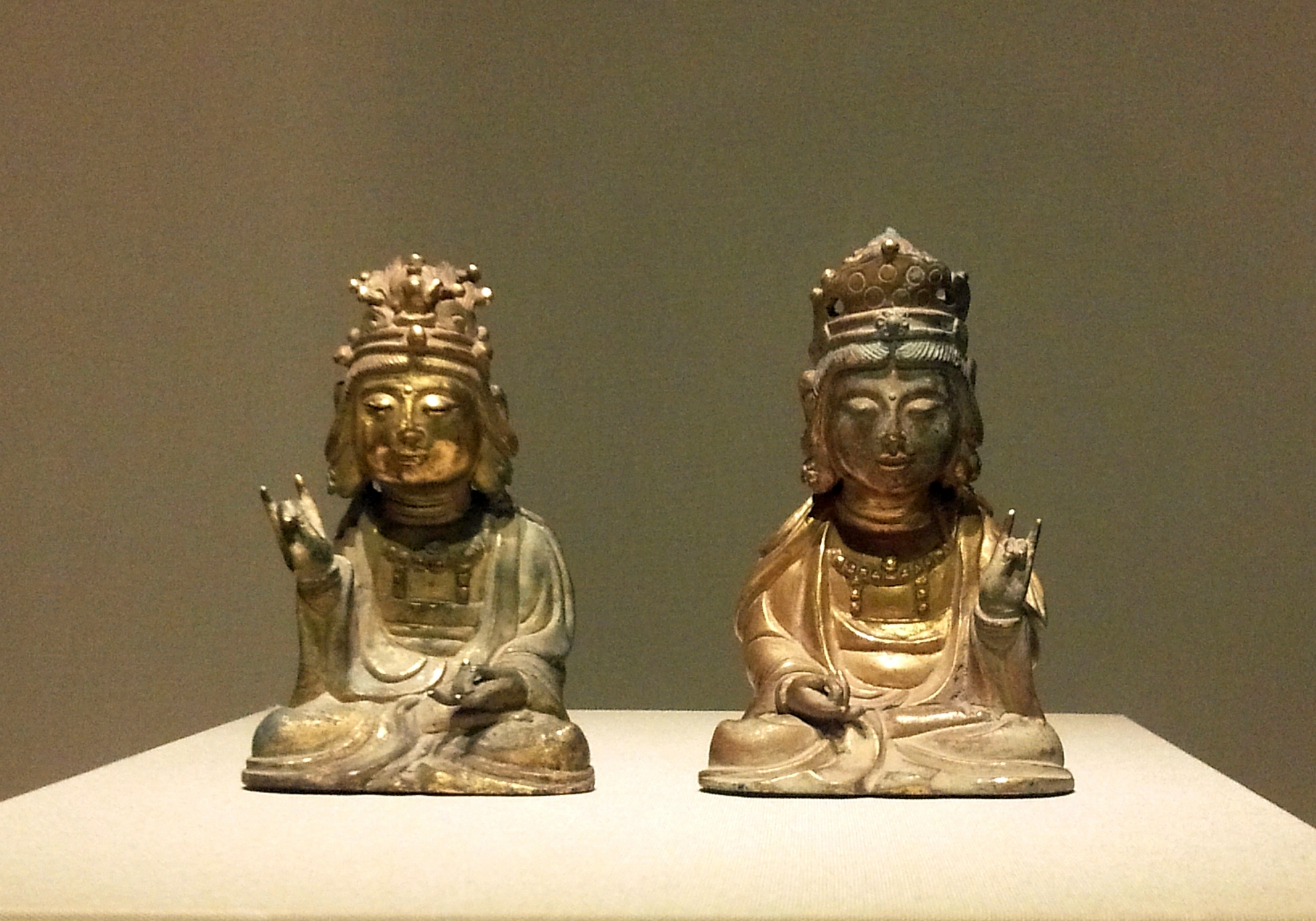
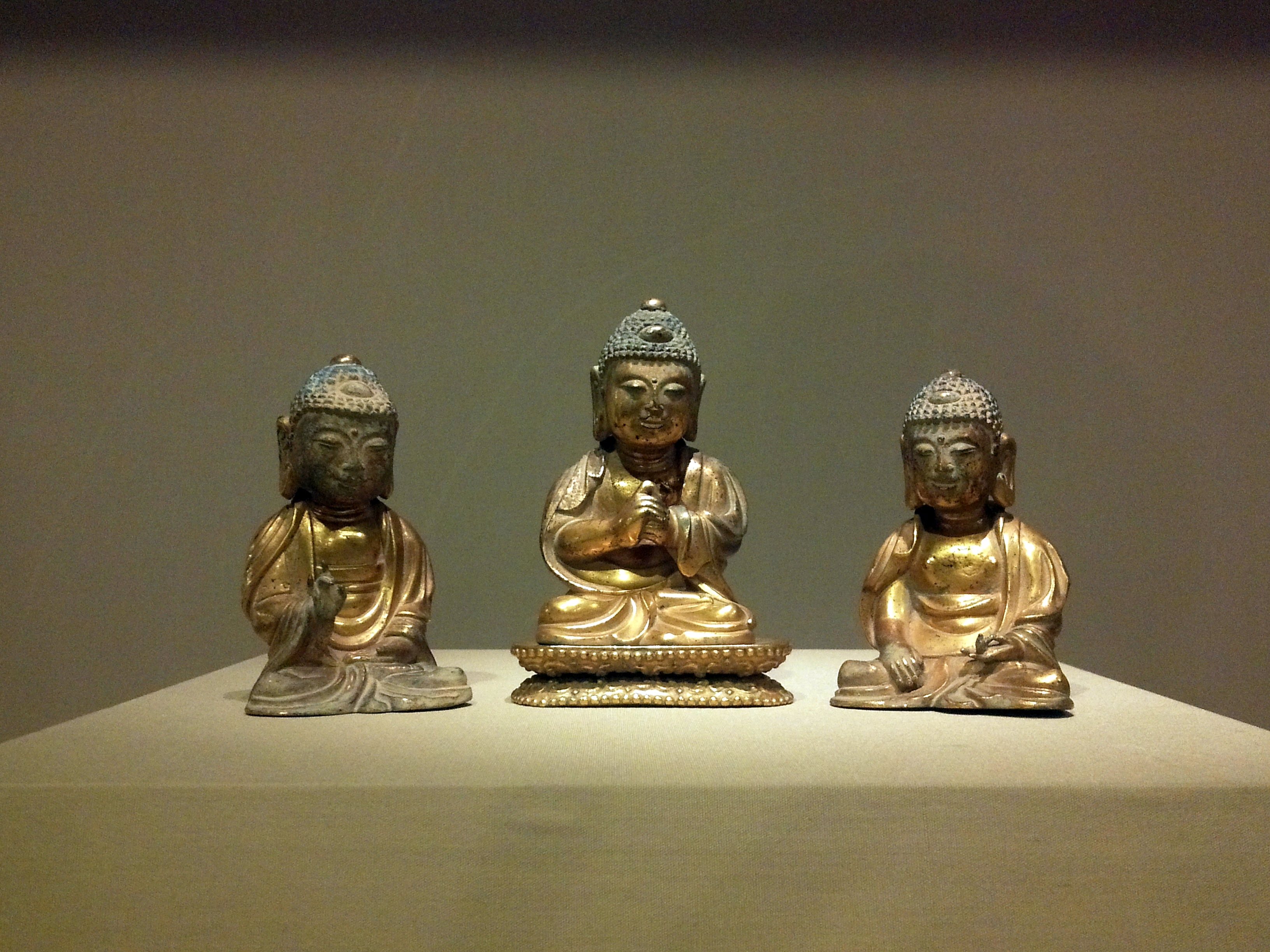
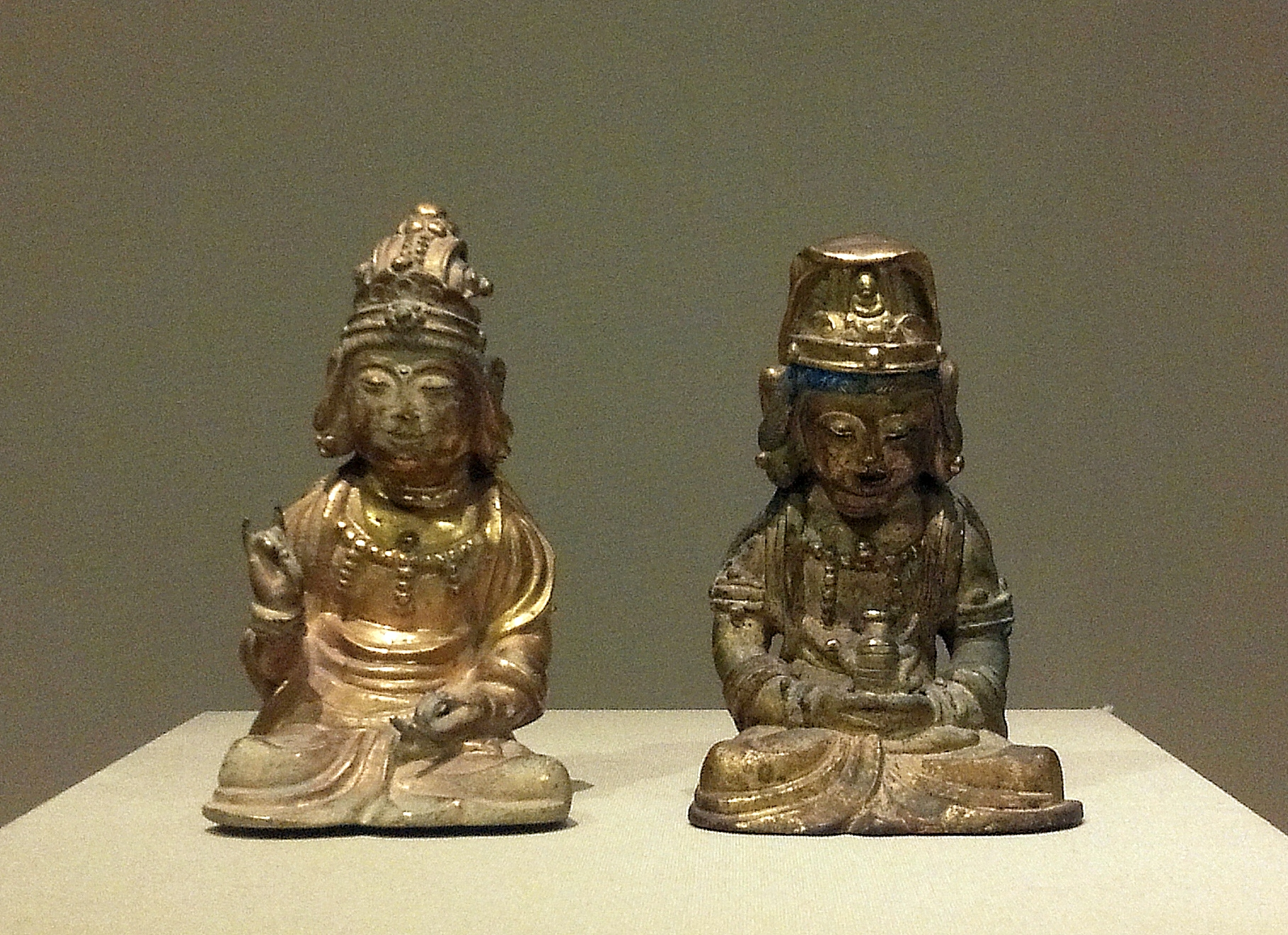
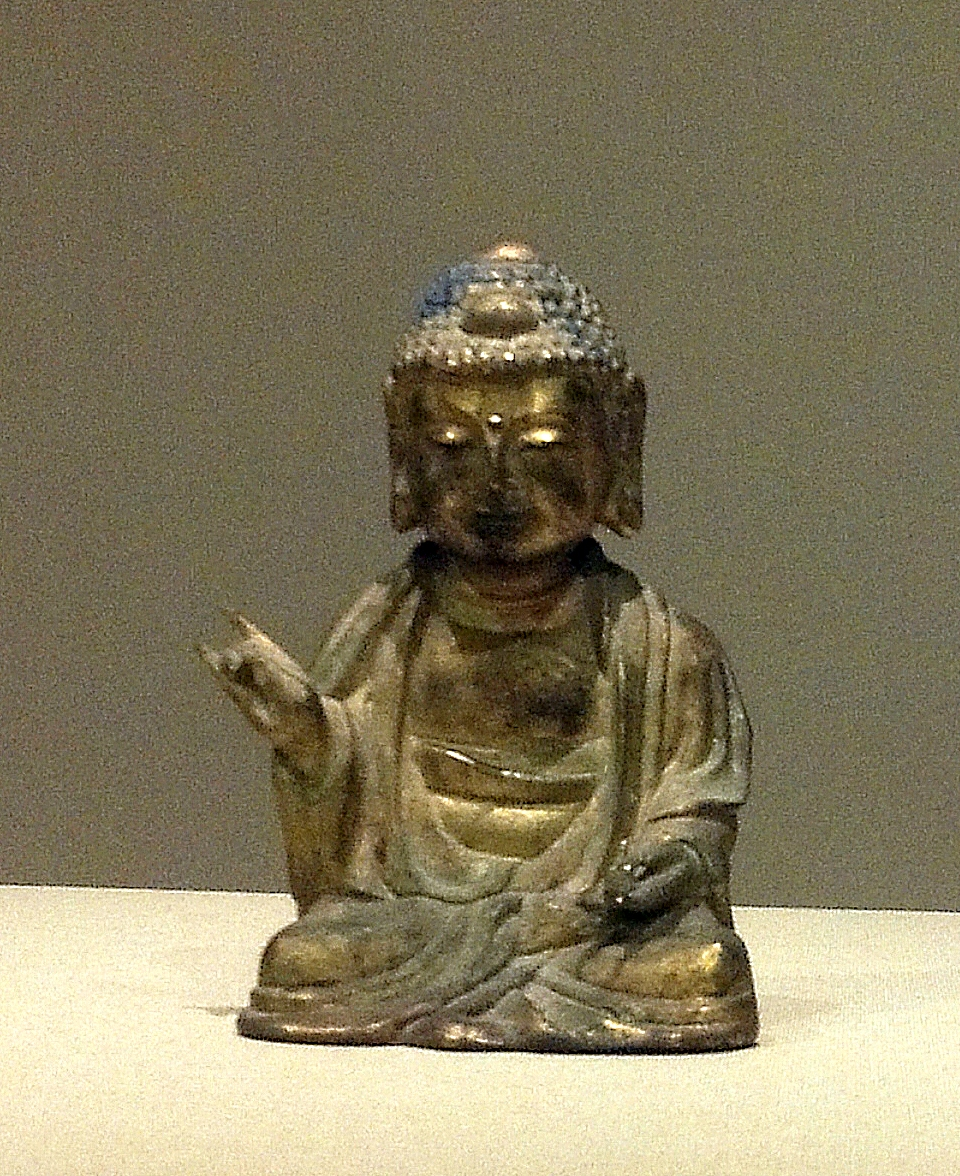
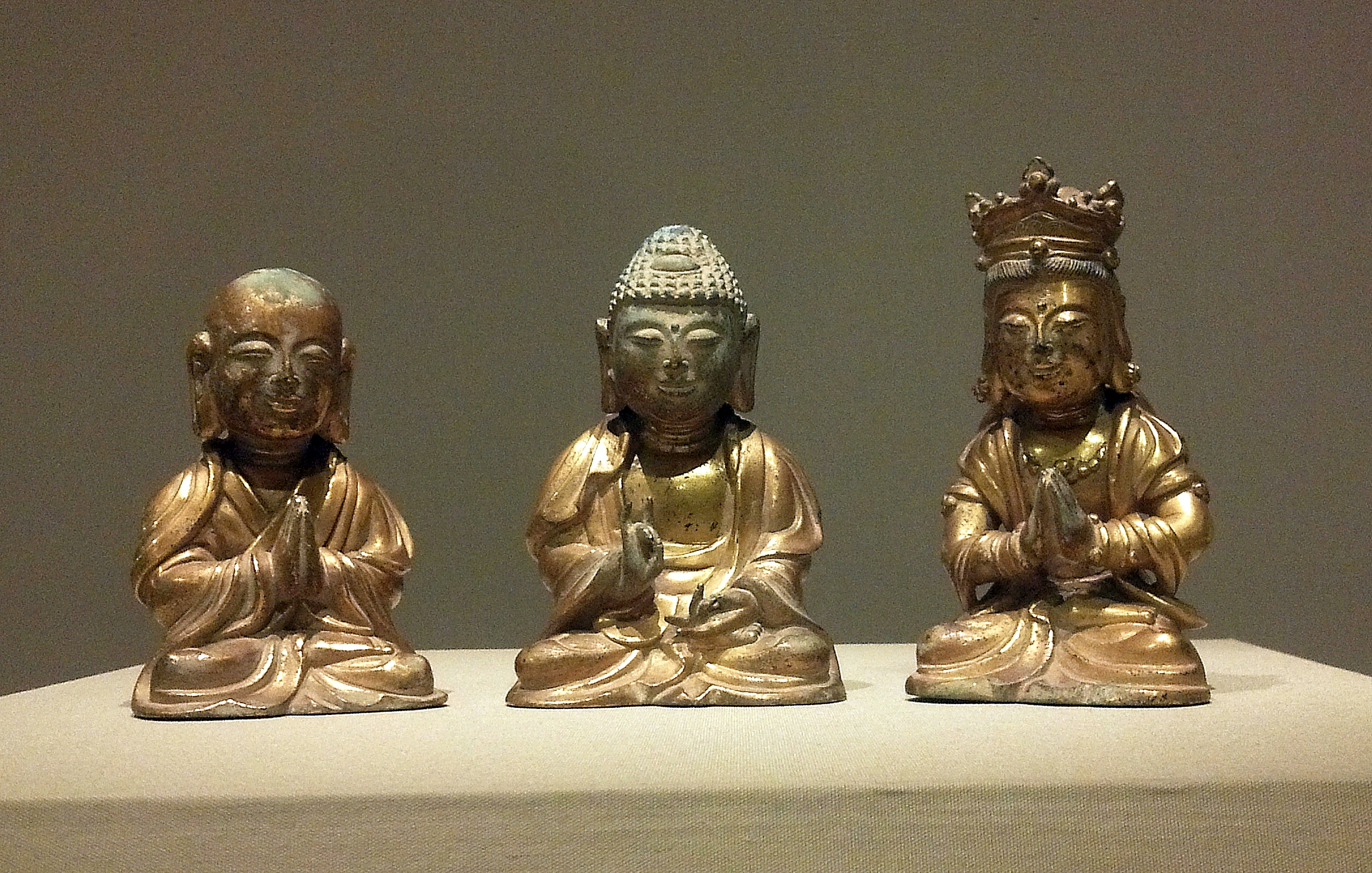
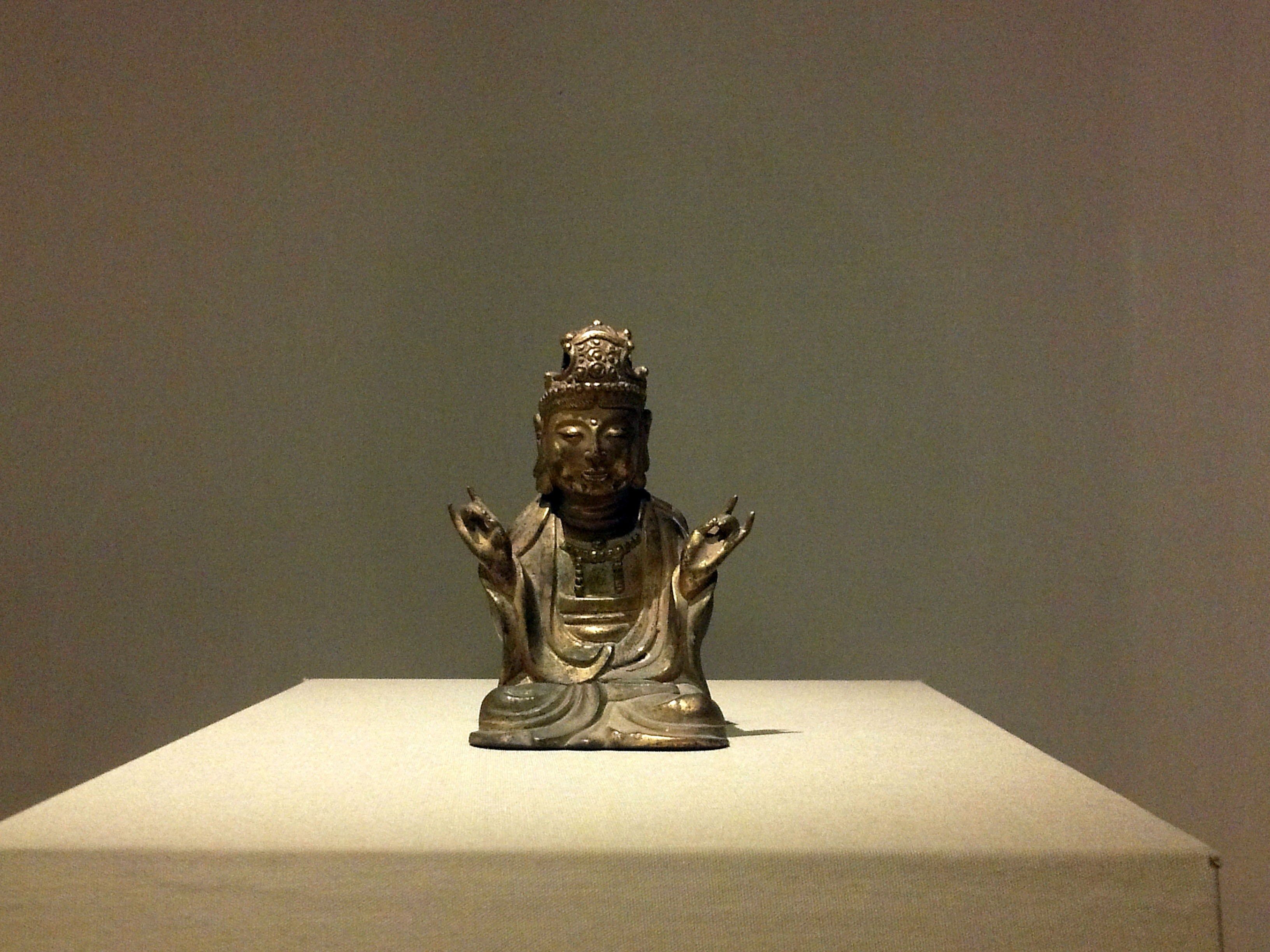

## 같이 보기
- 수종사
- 남양주 수종사 팔각오층석탑 : 대한민국의 보물 제1808호